# Prom Night II - Il ritorno
Prom Night II - Il ritorno (Hello Mary Lou: Prom Night II) è un film del 1987 diretto da Bruce Pittman.
Il film è il sequel solo nominale del film horror cult del 1980 Non entrate in quella casa.

## Trama
Nel 1957, la diciassettenne Mary Lou Maloney entra in una chiesa, dove confessa i suoi peccati al sacerdote, sostenendo di aver disobbedito ai suoi genitori, pronunciato il nome di Dio invano e di aver avuto rapporti peccaminosi con vari ragazzi. Il sacerdote le dice che ha commesso dei peccati gravi e che dovrà prepararsi a subirne le conseguenze. Prima di andarsene, Mary Lou dice al sacerdote che ha goduto a commettere quei peccati e lascia il suo numero di telefono nel confessionale insieme al messaggio "Se vuoi spassartela chiama Mary Lou."
Più tardi, al ballo di fine anno alla Hamilton High School, Mary Lou è accompagnata dal ricco Billy Nordham che le dà in regale un anello con incise le sue iniziali. Poco dopo aver ricevuto l'anello da Billy, Mary Lou lo manda a prendere del punch mentre lei si reca dietro le quinte con Buddy Cooper, dove vengono scoperti da Billy a praticare petting. Recatosi in bagno, Billy nota due ragazzi stanno preparando una bomba puzzolente, che sono poi costretti a gettare in un cestino a causa dell'arrivo in bagno di un insegnante. Billy recupera la bomba e quando Mary Lou sta per essere incoronata reginetta del ballo, gliela getta addosso dall'alto. Davanti agli occhi terrorizzati di Billy e di tutti i presenti, l'abito di Mary Lou prende fuoco e lei muore bruciata viva dopo aver fatto in tempo a vedere che Billy è il responsabile della sua morte.
Trent'anni dopo. Visto che la madre estremamente religiosa le ha vietato un nuovo vestito per il ballo di fine anno scolastico, la studentessa liceale Vicki Carpenter va alla ricerca nella sua scuola di un abito da poter utilizzare. Durante la sua ricerca, Vicki trova un vecchio baule contenente gli accessori della reginetta Mary Lou (il suo abito, l'anello e la corona) e li porta con sé, liberando così lo spirito vendicativo di Mary Lou. Poco dopo Vicki lascia gli abiti di Mary Lou nella sala d'arte, l'amica di Vicki, Jess Browning, li trova e dopo aver rimosso un gioiello della corona, viene attaccata da una forza invisibile che la uccide impiccandola alla luce a neon con il mantello posseduto da Mary Lou e poi la getta dalla finestra. La morte di Jess viene considerata un suicidio causato dalla sua disperazione per l'aver recentemente scoperto di essere incinta.
Dopo la morte di Jess, Vicki si ritrova tormentata da orribili allucinazioni causate da Mary Lou e lo va a confidare a padre Cooper, il quale inizia a credere che Mary Lou sia tornata dalla morte. Padre Cooper si reca sulla tomba di Mary Lou e qui la sua Bibbia prende inspiegabilmente fuoco. Poi si reca ad avvertire Billy Nordham, che è ora il preside della Hamilton High e padre di Craig, il ragazzo di Vicki. Gli avvertimenti di padre Cooper cadono però nel vuoto visto che Billy si rifiuta di credere che Mary Lou sia tornata per reclamare il suo titolo di reginetta del ballo e per vendicarsi di coloro che gliel'hanno tolto.
Vicki viene messa in punizione per aver schiaffeggiato Kelly Hennenlotter, che lei vedeva col volto di Mary Lou, quando l'insegnante lascia l'aula Vicki viene trascinata all'interno della lavagna.
Mary Lou si impossessa del corpo di Vicki, poi si reca in chiesa dove rivela a padre Cooper la sua vera identità poi lo uccide colpendolo in bocca con il suo crocifisso. Il nuovo comportamento di Vicki, causato dalla possessione, mette in allarme un'amica della ragazza, Monica Waters. Dopo un confronto tra le due in spogliatoio, Monica viene uccisa da Mary Lou facendo stritolare l'armadietto dentro il quale si era nascosta la ragazza.
Dopo aver ucciso Monica, Mary Lou seduce Craig al solo fine di fargli perdere i sensi e poi affrontare e schernire Billy, rivelandogli la sua identità. Dopo aver trovato il figlio ferito, Billy lo porta a casa quindi si reca a scavare sulla tomba di Mary Lou. All'interno della bara egli trova il corpo senza vita di padre Cooper. A casa di Vicki, Mary Lou seduce Walt, il padre di Vicki, e Virginia, la madre di Vicki cerca di impedirgli di recarsi al ballo ma la uccide facendola scaraventare dalla porta vetrata della casa.
Giunta al ballo di fine anno, Mary Lou si gode i festeggiamenti mentre Kelly, al fine di diventare reginetta del ballo, pratica una fellatio a Josh, il quale deve contare i voti che eleggono la reginetta. Quando Josh cambia l'esito dei voti per far vincere Kelly invece che Vicki, Mary Lou, lo folgora attraverso il suo computer e riporta il risultato della votazione a come era prima. Poco prima che Mary Lou / Vicki sia incoronata reginetta del ballo, Billy le spara un colpo di pistola alla schiena. Craig, giunto sul luogo poco dopo lo sparo, si precipita accanto al corpo di Vicki, ma viene aggredito e scaraventato via da una rediviva Mary Lou. Nel caos causato dall'apparizione di Mary Lou, Kelly viene uccisa da una lampada che le cade addosso, inviandola e Craig fugge nella stanza all'inseguito da Mary Lou, la quale apre un vortice per l'aldilà che inizia a risucchiare Craig. Prima che Craig sia completamente risucchiato dal vortice, arriva Billy che incorona Mary Lou, la quale, apparentemente placata, svanisce nel nulla lasciando libera Vicki.
Dopo la scomparsa di Mary Lou, Vicki e Craig salgono a bordo dell'auto di Billy. Quando Billy accende la radio, inizia a sentirsi la canzone "Hello Mary Lou" e Billy, che indossa l'anello di Mary Lou, si rivela essere posseduto da lei e mette in moto l'auto sotto lo sguardo terrorizzato di Vicki e Craig.

## Produzione
Costato circa 2 683 519 dollari canadesi, il film avrebbe dovuto intitolarsi "The Haunting of Hamilton High" ed includere diversi riferimenti ed omaggi a film horror del passato come Nightmare - Dal profondo della notte, Carrie - Lo sguardo di Satana e L'esorcista. Il produttore Peter Simpson e la The Samuel Goldwyn Company rigirarono metà del film dopo che questo era stato completato. Dato il successo ottenuto dal film Non entrate in quella casa (Prom Night) si pensò di sfruttarne il successo spacciando il film come suo sequel ed intitolandolo Hello Mary Lou: Prom Night II.
Quasi tutti i personaggi del film hanno cognomi che richiamano famosi registi horror: John Carpenter, Wes Craven, Stephen King, George A. Romero, Dan O'Bannon, Tod Browning, Joe Dante, Frank Henenlotter, John Waters, Ed Wood.

### Riprese
Il film è stato girato in Canada, nella città di Edmonton.
Gli esterni della "Hamilton High School" sono stati girati presso la Strathcona Composite High School.

## Colonna sonora
- Hello Mary Lou - Rick Nelson
- Mary Lou - Ronnie Hawkins and The Hawks
- Tutti Frutti - Little Richard
- Queen of the Senior Prom - Mills Brothers
- Little Darlin' - The Diamonds